# Guru
 For alternative betydninger, se Guru (flertydig). (Se også artikler, som begynder med Guru)
Guru er en betegnelse i indiske religioner og vestlige yogabevægelser, for en person, der har nået en høj grad af åndelig indsigt, og som derfor er i stand til at undervise eller fungere som spirituel vejleder.
Gurubegrebet er centralt i hinduisme, buddhisme og sikhisme. For tilhængere af disse religioner, er det vigtigt at finde en guru, man har respekt for og som man kan stole på.
I vesten bruges ordet guru også som en humoristisk betegnelse for en person, som er ekspert inden for et område.